# آنتونوف

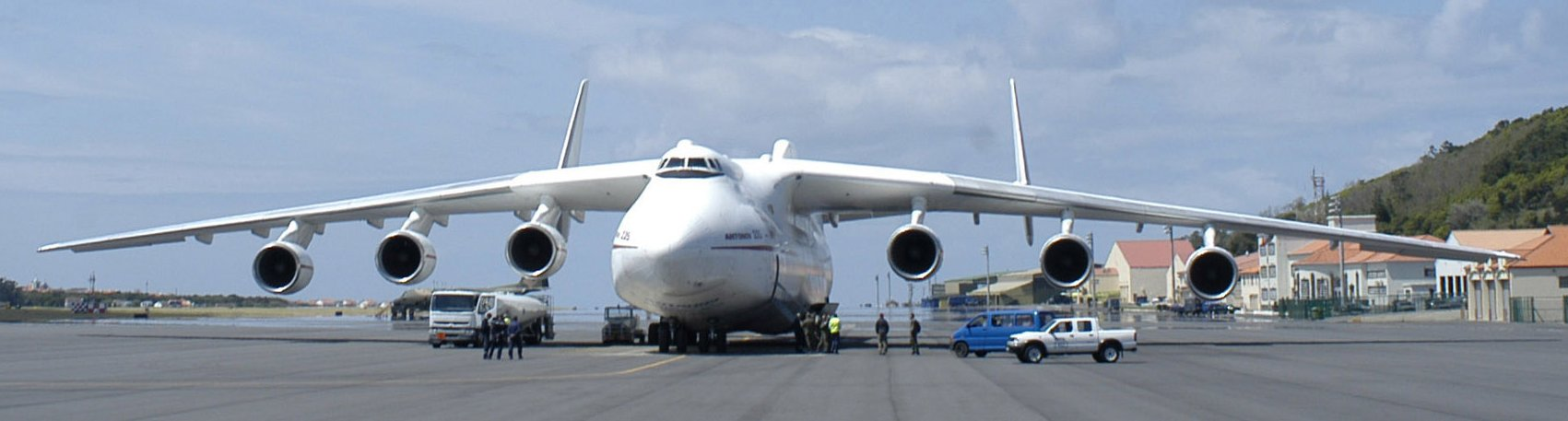
هواپیمای آنتونوف-۲۲۵ بزرگ‌ترین هواپیمای ترابری جهان

آنتونوف (به روسی: Антонов) شرکت فناوری هوافضا و صنایع جنگ‌افزاری اوکراینی است.
این شرکت در سال ۱۹۵۱ توسط اولگ آنتونوف، در جمهوری اوکراین، که بخشی از اتحاد شوروی بود، بنیان گذاشته شد و امروزه دارای تجربه طولانی، در ساخت هواپیماهای بسیار بزرگ می‌باشد.

## برخی از تولیدات
- آنتونوف-۷۴
- آنتونوف-۱۴۰
- آنتونوف-۱۲۴
- آنتونوف-۱۴۸
- آنتونوف-۲۲۵